# Triacetilbresilina (derivado acético)
Triacetilbresilina es un derivado acético, que fue estudiado por Karl von Buchka  y Adolph Erck, y se obtuvo hirviendo en aparato con refrigeración de reflujo, durante diez minutos la bresilina (cuerpo químico cuya composición fue dada por la siguiente fórmula empírica en el siglo XIX Cdieciseis  Hcatorce  Odos ), para luego lavar el producto obtenido con el agua hirviendo y se hizo cristalizar en el alcohol,  presentando agujas finas, incoloras y fusibles.

## Otros derivados
La importancia de la bresilina considerada aisladamente es muy pequeña, pero origina una serie muy notables de derivados, como el citado y los más notables de los que siguen:
- Éter Trimelítico
- Éter tetrametílico
- Tetracetilbresilina
- Monobromobresilina
- Éter tetrametílico monobromado
- Bromotetracetilbresilina
- Dibromobresilina
- Éter tetrametílico dibromado
- Dibromotetracetill
- Tribromobresilina
- Tribomotetracetilbresilina.- En el siglo XIX se conocían dos isómeros de este cuerpo bromado:
  - Preparado por los citados Buchka y Erck
  - Preparado por Scholl y por Christian Dralle
- Tetrabromobresilina
- Tetrabromotetracetilbresilina.- Se obtiene por la acción del cloruro de acétilo sobre la tetrabromobresilina en presencia del acetato sódico.
- Bresinol.- Es el resultado de la reducción de la bresilina; es un pólvo obscuro, amorfo, poco solubre en el agua, éter y en los acídos diluidos, insoluble en el cloroformo y en la bencina, solubre en el alcohol y en los álcalis.